# B-flower
b-flower（ビー・フラワー）は、1980年代中期に結成され、1990年代のネオアコ／ギターポップ・ブームの一端を担った京都のインディーズ・バンド。

## 概要
「八野英史の描く詞世界からあふれる無邪気さと残酷さを、叙情的なメロディ、繊細なギター・サウンドが包み込む」と評される。
ボーカル、全作詞・作曲の多くを担当する八野は、1994年7月のROCKIN'ON JAPAN誌上の鼎談から、スピッツの草野マサムネ、フィッシュマンズの佐藤伸治と共に「ひな菊三人衆」と呼ばれた。

## メンバー
- 八野英史（はちの ひでし/ボーカル・ギター）
- 鈴木浩（すずき ひろし/ギター）
- 細海魚（ほそみ さかな/キーボード・ 2014〜）
- 湯田洋志（ゆだ ひろし/ベース・ 〜1992・2015〜）
- 小林文雄（こばやし ふみお/ドラムス・2017〜）

### 旧メンバー
- 橋本宗樹 （はしもと むねき/ドラムス・〜1991）
- 小池克典（こいけ かつのり/キーボード〜1992）
- 宮大（みや まさる/ベース〜2014）
- 岡部亘（おかべ わたる/ドラムス・ギター/1991〜2017）

## 来歴
1985・86年頃、八野の先導で京都で結成。初期の中核メンバーは、八野、橋本、湯田、小池。当初はバンド名もなかった。週一回、仕事終了後に深夜のスタジオ練習を続け、次第に2ヶ月に一回のペースで京都のライブハウスでライヴを行う様になる。1987年頃、当時のギタリストが脱退。オーディションを行い、鈴木の加入が決まる。自主レーベル「Seeds Record」を立ち上げ、1990年、第一弾としてEP『日曜日のミツバチ』でインディーズ・デビュー。ドラマーの橋本が仕事の都合によりやむなく脱退。八野の大学時代のバンド仲間であった岡部に打診。岡部は当時、おかげ様ブラザーズのドラマーであったが、快諾・加入が決まる。1991年9月、東京で初ライブツアーを行う。ポルスプエスト・レコードの第一弾アーティストとして1992年に初のフル・アルバム『ペニーアーケードの年』をリリース。数ヶ月後に、EP 『Nobody Knows This Is Nowhere』をリリース。この頃、ベースの湯田も家庭の事情で脱退。湯田の推薦により、宮が加入。同年末、2nd アルバム『ムクドリの眼をした少年』リリース。同時進行で、イギリス・リヴァプールのインディーズ・レコードレーベル、Sugarfrost Recordsとポルスプエスト・レコードによる、英日の新進インディーズ・バンドのコンピレーション『The Birth of The True』に参加、英国デビュー。唯一の日本語演奏であったが、"the best of all" と現地メディアに絶賛（『NME』誌、『メロディ・メイカー』誌8月付）。Sugarfrost Recordsから引き続き、1993年に『Stay Still』、1994年に『Strings』をそれぞれ7インチでリリース。再度の絶賛。特にNME 紙から 「今週、いや今年一番の驚き」 と大絶賛（『Stay Still』の項を参照）。
1993年に『World's End Laundry〜メルカトルのための11行詩〜』で東芝EMIからメジャー・デビュー。デビュー・シングルは同アルバム収録曲『舟』。その後、ミニアルバムを含むアルバム5枚、『太陽の雫』含むシングル8枚がリリース。
1998年のアルバム『b-flower』リリース後、京都に戻る。自主レーベルをSeeds Recordsを再起動。少年期の心象をテーマにしたユニット・Five Beans Chup、岡部のソロ・Humming Toadでリリース。b-flowerでは、別レーベルから『Paint My Soul』を発表。2001年以降、事実上の活動休止。その後、約10年にわたる沈黙を破り、八野、岡部、過去のアルバムの編曲・プロデュースを手がけた細海魚をメンバーとする新ユニット・Livingstone Daisy（リビングストン・デイジー）を結成。2010年11月に1stシングル『どこにも行けないでいる』、2011年2月にセカンドシングル『この悲しい世界』、9月に3rdシングル『June Song』を配信リリース。2013年3月6日にデビュー・アルバム『33minutes Before The Light』発売予定がされていた。b-flowerは12年ぶりの新曲『つまらない大人になってしまった』を2012年5月22日に配信リリース。2014年10月7日には八野・岡部・鈴木・細海の編成で『永遠の59秒目』/『動物園へ行こうよ』のセルフカバーを配信リリースした。

## エピソード
公式に1988年結成となっていたのは、デビュー時に「あんまり昔からやってるというのも何か恥ずかしいし、メンバーがある程度固まった時点にしようか」という理由から（八野）。
結成当初はオリジナル曲はなく、ペイル・ファウンテンズをはじめ、エヴリシング・バット・ザ・ガール、ヴェルヴェット・アンダーグラウンド、ルー・リード、ザ・スミス、フェルトなどをコピーしていた。八野は「ペイル・ファウンテンズやスミスやフェルトとかをレパートリーにしているバンドなんて、当時は周りには皆無だったので、音楽的につながりのあるバンド友達はなく、完全孤立状態だったのを『空気』としてよく覚えている」と語っている。
鈴木の加入が決まったのは、「当時のギタリストにしては珍しく、スミスやアズテック・カメラが好きだったのと、証券マンとして安定した生活をおくりながらも『バンドでもせんと…』感が強く伝わってきたから」（八野）。岡部は、八野が前作のEPを送って数日後「CDどうやった?」「なんか軟弱な感じやったけど（この正直者!）今はいろんな音楽に触れたいからやってみたい」。八野曰く「なんかちょっと変わったヤツ」だった宮の場合、連絡をとった八野への返答は「今、別にフラフラしてるし加入してもよい」であった。
1987・88年頃、八野・湯田・橋本はサラリーマン時代、有給休暇を取り2週間ほどロンドンに滞在。主に小規模なライブハウスを巡り、Summerhill、The Jasmine Minksなど当時「C86」と呼ばれ駆け出しだった数々のインディーズ・バンドのライブを体験。八野は特に強く感銘を受けたバンドとして、当時まだ無名だったEast Villageを挙げている。
自主レーベルの立ち上げは、英国で7インチシングルを中心にリリースしていたブリストルに所在するインディーズ・レーベルのSarah Recordsにインスパイアされた。八野は、そのレーベルの家内制手工業的たたずまいは、一介のインディー・バンドに『自主制作シングルの発売』という勇気を与えてくれたと語っている。
大学時代、八野と岡部は、The elementsの渡辺とともにバンドを組んでいた。岡部への打診も、渡辺の助言によるものだという。
現メンバーでは、特に宮がTraditional Musicへの造詣が深い。宮は「疲れた時のアイルランド民謡」と言っている。
八野はb-flowerを「引っ込み思案バンドランク日本第1位のバンド」と呼び、自身も「人前に立つのが苦手なヴォーカリスト」であると公言している。
1993年4月からエフエム京都でラジオパーソナリティとして3時間の番組を担当した。

## 評価
ROCKIN'ON JAPANの山崎洋一郎は「ドラム、ベース、キーボード、ギターというスタンダードなロック・バンドの編成にもかかわらず、そこら辺のアコースティックものよりも繊細な美しさがある。だが、やはり感動してしまうのは歌詞だ。徹底的な現実逃避。歌う登校拒否児童のようなヴォーカルの八野の詞の世界は少しも卑屈ではなく、ピュアで輝いてさえいる。自閉的性格のミュージシャンは多いが、そこから立ち直るでもなくバネにして突き抜けるでもなく、その自閉した世界を信じ切ったまま生きていこうといういさぎよさが B-FLOWER の音を輝かせているのだと思う」と評している。

## ディスコグラフィ

### EP
- 日曜日のミツバチ（1990年2月）: 自主製作盤（SEEDS 001）
- Nobody Knows This Is Nowhere（1992年5月25日）

### アルバム
- ペニーアーケードの年（1992年1月25日）オリコンインディーズトップ30、初登場11位／カレッジチャート1位
- ムクドリの眼をした少年（1992年12月10日）
- World's End Laundry〜メルカトルのための11行詩〜（1993年10月27日）
- Grocery Andromeda（1995年2月22日）
- Clockwise（1996年3月27日）
- b-flower（1998年4月8日）   〜iTunes Store でも配信発売

### ミニ・アルバム
- Clover Chronicles I（1994年6月8日）
- Paint My Soul（1999年12月17日）

### シングル
- 舟（1993年12月8日）
- 雪の朝ロビンのように（1994年10月26日）
- North Marine Drive（1995年2月8日）
- 太陽の雫（1995年9月13日）
- Jet Jet Coaster（1996年1月31日）
- 明星（1996年7月24日）
- 時空のバタフライ（1997年5月28日）
- 蛍（1997年10月16日）〜iTunes Store でも配信発売
- 地の果てより発つ（1998年1月28日）
- つまらない大人になってしまった（2012年5月22日）〜nau、viBirth、iTunes Store で配信発売
- 永遠の59秒目/動物園へ行こうよ [セルフカバー]（2014年10月7日） 〜nau、viBirth、iTunes Store等で配信発売

### アナログ 7インチ（イギリス）
英国 Sugarfrost Recordsによるリリース。
- Stay Still（邦題『静かにして何もしない』）（1993年5月）: Frosty 07
- Strings（邦題『誕生日』）（1994年）: Frosty 09

### その他
- The Birth of The True（1992年3月25日）： Sugarfrost Records と日本のポルスプエスト・レコードによる英日インディーズのコンピレーション・アルバム。『グライダーと長靴』『君がいなくなると淋しくなるよ』で参加。日本からは他に（Neloriesなど。オリコンインディーズトップ30、初登場3位獲得。
- BORDER - A Tribute to Motoharu Sano -（1996年8月31日）：bounce records（PIONEER LDC）による佐野元春のトリビュート・アルバム。『約束の橋』で参加。

### その他ユニット

#### シングル
- Livingstone Daisy（リビングストン・デイジー）〜nau、viBirth、iTunes Store で配信発売中。
  - どこにも行けないでいる（2010年）
  - この悲しい世界（2011年）
  - June Song（2011年）

#### アルバム
- Five Beans Chup（ファイブ・ビーンズ・チャップ）
  - 夏休み "Summer Feeling"（1999年）
  - The First Day of Summer（2000年）
- Humming Toad（ハミング・トード）
  - Love Wonderland（1999年）
  - Love Under The Lily Pad（2000年）

## タイアップ一覧
| 使用年 | 曲名                 | タイアップ                                                        |
| ------ | -------------------- | ----------------------------------------------------------------- |
| 1992年 | ペニーアーケードの年 | アキレス「フラッシュパル & レモンパイ」CMソング                   |
| 1995年 | 太陽の雫             | フジテレビ系『今田耕司のシブヤ系うらりんご』9月エンディングテーマ |